# Лёвен, Адольф де
Адольф де Лёвен (фр. Adolphe de Leuven; Париж, 20 сентября 1803 — Марли-ле-Руа, 9 августа 1874; другие языковые разделы Википедии приводят иные даты жизни: 1800 — 14 апреля 1884), иначе называемый Гранваллет и граф Адольф Риббинг (фр. Grenvallet et de comte Adolph Ribbing) — французский драматург и театральный режиссёр, очень близкий друг выдающегося романиста Александра Дюма-старшего.
Не путать с его отцом, тоже Адольфом де Лёвеном — Адольфом Людвигом де Лёвеном (Стокгольм, 10 января 1765 — Париж, 1 апреля 1843), участником заговора против Густава III Шведского, приговоренным к смертной казни, замененной на пожизненное изгнание. При Империи переселился в Брюссель и стал во главе газеты «Врэ либераль» (1819); стал прообразом графа Самуила Риббинга (бас) в известной опере Верди «Бал-маскарад».

## Биография
Будущий драматург и режиссёр Адольф де Лёвен родился в Париже, куда после разных скитаний занесло его отца, изгнанного из своей страны. Адольф де Лёвен был по происхождению аристократом, и в родном Париже, как и положено молодому человеку его сословия, он вел жизнь бонвивана, при этом, правда, пробующего свои силы в сферах искусства.
Именно Адольф де Лёвен ввел в литературу выдающегося романиста Александра Дюма-старшего. Юный Александр Дюма, провинциальный, не слишком грамотный юноша, познакомился с Адольфом де Лёвеном в семье своего опекуна Коллара. Тот наезжал в городишко Вилле-Коттре, где жила семья Дюма, из Парижа. Для провинциала Дюма это был удивительный человек, который умел писать стихи, был знаком со столичными знаменитостями — литераторами, драматургами и актрисами — и разжигал воображение своего провинциального приятеля рассказами об этой необыкновенной для провинции жизни. Рассказы о парижской жизни привели юного Александра Дюма в такой восторг, что, как написал Анри Труайя, «он уговорил нескольких друзей из Вилле-Котре создать любительскую труппу. Адольф де Левен, как нельзя более кстати вернувшийся из Парижа, пришел в восторг от этой затеи. И Александр, осмелев от его поддержки, предложил старшему другу сыграть в Вилле-Котре те его пьесы, от которых отказались в других местах: дескать, это станет проверочным испытанием перед триумфальным движением театральной труппы к столице».
Адольф де Лёвен оказался не просто хорошо воспитанным человеком, лишенным пустого снобизма и снизошедшим до провинциального увальня; это был умный и высокопорядочный человек, ставший верным другом Александра Дюма на всю жизнь, и если бы не его дружба и помощь, не было бы и великих романов Дюма, которыми мир зачитывается уже третий век.
Об их дружбе упоминал Андре Моруа в книге «Три Дюма».
Существует мнение, что де Лёвен послужил прообразом Атоса — одного из четырёх мушкетеров знаменитого романа Дюма. Так пишет об этом пресса: «В Атосе воплотились черты старшего друга Дюма, Адольфа де Левена. Он действительно был графом, сыном шведского эмигранта. Он взял шефство над юным браконьером из Вилле-Котре, приобщил его к театру, подтолкнул на путь самообразования и стал его первым соавтором. Именно о нём Дюма мог бы сказать, вслед за д’Артаньяном, что он так помог своим словом и примером воспитанию в нём дворянина. Заметим в скобках, что Левен одно время тоже сильно закладывал за воротник. Дружба их продолжалась до самой смерти Дюма. И после неё тоже. Его виконтом де Бражелоном стал Дюма-сын: он сделал его своим единственным наследником и оставил ему своё имение Марли. Несколько холодный внешне, как все те люди, которые хотят знать, кого они дарят своей дружбой, ибо не могут дарить её без уважения к человеку, дабы не лишить его потом ни того, ни другого, — несколько холодный внешне, Левен был самым надёжным, самым преданным, самым нежным другом для тех, кому удалось растопить лед первого знакомства…».
Свои первые пьесы Дюма писал вместе именно с де Лёвеном: «Страсбургский майор», «Дружеский обед», «Абенсеррах», затем «Охота и любовь» (театр «Амбигю», 22 сентября 1825) — первая их совместная пьеса, которая была поставлена.
Настоящий драматургический успех пришёл к де Лёвену с появлением его пьес «Зелёное-зелёное» (совместно с и Ф. Дефоржем; первая постановка: Пале-Рояль, 5 марта 1832; к этому водевилю А.Адан сочинил музыку для балета) и «Дилижанс из Лонжюмо» (совместно с Леоном Леви; первая постановка: Опера-Комик, 13 октября 1836).
Пьесы, написанные в сотрудничестве с Дюма: «Свадьба под барабанный бой» (Варьете, 9 марта 1843), «Воспитанницы Сен-Сирского дома» (Комеди Франсез, 25 июля 1843), «Луиза Бернар» (Порт-Сен-Мартен, 18 ноября 1843), «Эрл Дэмбик» (Одеон, 30 декабря 1843), «Дочь регента» (Комеди Франсез, 1 апреля 1845), «Волшебная сказка» (Варьете, 29 апреля 1845), «Сильвандир», «Уистити» (Водевиль, 1 октября 1851).
Он стал знаменитым французским театральным деятелем, драматургом, автором приблизительно 170 пьес и оперных и балетных либретто.
В течение нескольких лет, с декабря 1862 года по январь 1874, возглавлял как сорежиссёр парижский театр Опера-Комик, где неоднократно ставились оперы по его сюжетам. Два оперных либретто для театра Опера-Комик они вновь написали вместе с Александром Дюма, это: «Таис» (постановка: 4 ноября 1858), «Роман Эльвиры» (постановка: 4 февраля 1860).
Лёвен работал с такими композиторами, как Адольф Адан, Луи Клаписсон, Амбруаз Тома. В частности, он был автором либретто к балету Жозефа Мазилье «Чёрт на четверых» (музыка Адольфа Адана с использованием мелодий Михаила Глинки, премьера состоялась 11 августа в 1845 в Зале ле Пелетье, главные роли исполнили Карлотта Гризи, Люсьен Петипа, Жозеф и Мария Мазилье, а также Жан Коралли). Этот балет неоднократно переставлялся в России: в московском Большом театре под названием «Сумбурщица-жена» (1846, постановщик и исполнительница гл. партии Екатерина Санковская); в петербургском Большом театре под названием «Своенравная жена, или Со всем прибором сатана» (1851, постановка Жюля Перро), позднее в Мариинском театре как «Своенравная жена» (1885, балетмейстер Мариус Петипа, перенесён в Москву в 1888 году Алексеем Богдановым).
Также в петербургском Большом театре шёл другой балет по его сценарию, Vert-Vert («Зелёное-зелёное», балетмейстер Жозеф Мазилье). Московская императорская труппа, дававшая оперы и балеты на сцене Большого, а пьесы и водевили — на сцене Малого театров, ставила: водевиль «Зелёное-зелёное» (25 мая 1834 в бенефис В. И. Живокини), «Влюбленный рекрут, или Поддельная Швейцария» («La Suisse a Trianon», совместно с Ж.-А. Сен-Жоржем, пер. с фр. Н. И. Куликова; 27 января 1839 в бенефис М. С. Щепкина), «Лауретта, или Красная печать» («Laurette, ou Le cachet rouge», совместно с Ж.-А. Сен-Жоржем, пер. с фр. С. П. Соловьева; 24 января 1841 в бенефис артиста оперной труппы А. О. Бантышева), «Лев и крыса» («Le lion et le rat», совместно с П. Вермоном, пер. с фр. В. И. Родиславского и Н. П. Доброклонского; 19 октября 1853 в бенефис К. Н. Полтавцева).
Более всего работал в соавторстве с Анри де Сен-Жоржем и драматургом и либреттистом Артуром де Бопланом.
Среди его других пьес:
- «Маркиза» — La Marquise, комическая опера в 1 действии, в соавторстве с А. Сен-Жоржем, музыка А.Адана, Париж, Опера Комик, 28 февраля 1835
- «Лютеранин Вены» — Le Luthier de Vienne, комическая опера в 1 действии, в соавторстве с А. Сен-Жоржем, композитор И.Монпу (Hippolyte Monpou), Париж, театр Опера Комик, 30 июня 1836
- Jaguarita l’indienne, комическая опера в 3 действиях, совместно с А. Сен-Жоржем, музыка Ж.Галеви, Paris, Théâtre-Lyrique, 14 мая 1855
- La Fanchonnette, комическая опера в 3 актах, совместно с А. Сен-Жоржем, музыка Л.Клаписсона, Paris, Théâtre-Lyrique, 1 марта 1856
- «Египтянин» — Euryanthe, опера в трёх актах, перевод либретто Г.Шези (Helmina von Chézy) совместно с А. Сен-Жоржем, музыка К.Вебера, Paris, Théâtre-Lyrique, 1 сентября 1857
- «Марго» — Margot, комическая опера в 3 актах, совместно с А. Сен-Жоржем, музыка Л.Клариссона, Paris, Théâtre-Lyrique, 5 ноября 1857
- «Мэтр Клод» — Maître Claude, opéra-comique en 1 acte, совместно с А. Сен-Жоржем, музыка Ж.Коэна (Jules Cohen), Paris, Théâtre de l’Opéra-Comique, 19 марта 1861
- «Ювелир из Сент-Джеймс» — Le Joaillier de Saint-James, комическая опера в 3 актах, совместно с А. Сен-Жоржем, musique d’Albert Grisar, Paris, Théâtre de l’Opéra-Comique, 17 февраля 1862
- «Бал-варьете» — Le Bal des Variétés, водевиль в 2 актах, в соавторстве с А. Сен-Жоржем, Paris, Théâtre des Variétés, 28 января 1835
- «Капеллан полка» — L’Aumônier du régiment, музыкальная комедия в 1 акте, в соавторстве с А. Сен-Жоржем, Париж, Théâtre du Palais-Royal, 1 октября 1835
- «Леона, или Парижанин на Корсике» — Léona, ou le Parisien en Corse, музыкальная комедия в 2 действиях, в соавторстве с А. Сен-Жоржем, Париж, Théâtre du Palais-Royal, 14 января 1836
- «Лоретта, или Красная печать» — Laurette, ou le Cachet rouge, комедия-водевиль в 1 действии, в соавторстве с А. Сен-Жоржем, Париж, Théâtre du Vaudeville, 28 января 1836
- «Учительница языков» — La Maîtresse de langues, музыкальная комедия в 1 действии, в соавторстве с А. Сен-Жоржем и Ф.Дюмануаром, Paris, Théâtre du Palais-Royal, 21 февраля 1838
- «Крошечка» — Riquiqui, музыкальная комедия в 3 актах, в соавторстве с А. Сен-Жоржем, Paris, Théâtre du Palais-Royal, 11 марта 1837
- «Швейцария в Трианоне» — La Suisse à Trianon, музыкальная комедия в 1 действии, в соавторстве с А. Сен-Жоржем и Л.-Э. Ванбербушем (Louis-Émile Vanderburch), Париж, Théâtre des Variétés, 9 марта 1838
- «Леди Мельвиль, или Ювелир Сент-Джеймс» — Lady Melvil, ou le Joaillier de Saint-James, комедия с песнями в 3 действиях, в соавторстве с А. Сен-Жоржем, композитор А.Гризара (Albert Grisard), Париж, Théâtre de la Renaissance, 5 ноября 1838
- «Дагобер, или Бесштанники» — Dagobert, ou la Culotte à l’envers, историческая драма в 3 актах, в стахах, с прологом в стихах, в соавторстве с А. Сен-Жоржем и П.Деландом (Paulin Deslandes), Париж, Théâtre du Palais-Royal, 24 января 1839
- «Мадмуазель Нишон» — Mademoiselle Nichon, комедия-водевиль в 1 действии, в соавторстве с А. Сен-Жоржем, Paris, Théâtre des Variétés, 28 января 1839